# Gornji Dušnik
Gornji Dušnik (en serbe cyrillique : Горњи Душник) est un village de Serbie situé dans la municipalité de Gadžin Han, district de Nišava. Au recensement de 2011, il comptait 165 habitants.

## Démographie
| 1948 | 1953 | 1961 | 1971 | 1981 | 1991 | 2002 | 2011 |
| ---- | ---- | ---- | ---- | ---- | ---- | ---- | ---- |
| 748  | 763  | 648  | 497  | 346  | 296  | 237  | 165  |

|  |